# (3701) Purkyně
(3701) Purkyně es un asteroide perteneciente al cinturón de asteroides, descubierto el 20 de febrero de 1985 por Antonín Mrkos desde el Observatorio Kleť, České Budějovice, República Checa.

## Designación y nombre
Designado provisionalmente como 1985 DW. Fue nombrado Purkyně en honor al anatomista, fisiólogo y botánico checo Jan Evangelista Purkyně.